# زورا-فولبه
زورا-فولبه شهری در شهرستان کونگوسی در استان بام در بورکینافاسوی شمالی است و جمعیت آن ۱۷۸ نفر است.